# Kallirampura, Hospet
Kallirampura là một làng thuộc tehsil Hospet, huyện Bellary, bang Karnataka, Ấn Độ.